# Mẹ Angelica
Mẹ Angelica hay còn gọi Mẹ Maria Angelica Truyền Tin (20 tháng 4 năm 1923 – 27 tháng 3 năm 2016), là một nữ tu Công giáo người Mỹ thuộc dòng Chị Em Thanh Bần Hằng Tôn Kính. Bà được biết đến nhiều với vai trò là người dẫn chương trình truyền hình và là đấng sáng lập đài truyền hình quốc tế mang tên Eternal Word Television Network (EWTN), phát sóng qua mạng truyền hình cáp và đài phát thanh vô tuyến mang tên WEWN. Đài truyền hình EWTN do Mẹ thành lập từ lâu đã trở thành tiếng nói của tín hữu Công giáo trên khắp thế giới.
Năm 1981, Mẹ Angelica bắt đầu phát sóng các chương trình về tôn giáo với trụ sở từ một nhà để xe cũ ở thành phố Birmingham, Alabama. Hai mươi năm sau, bà đã thành công thiết lập một mạng lưới truyền thông lớn sử dụng nền tảng phát thanh, truyền hình, kênh truyền hình trên internet cũng như trên nền tảng in ấn. Sơ Angelica làm người dẫn chương trình cho đài EWTN cho đến khi mắc bệnh đột quỵ vào năm 2001. Mẹ Angelica sống trong tu viện kín của dòng ở Hanceville cho đến khi qua đời vào ngày 27 tháng 3 năm 2016 ở tuổi 92.
Năm 2009, Mẹ Angelica đã được nhận giải thưởng "Pontifice Ecclesia et Pro" do Giáo hoàng Benedictus XVI trao tặng nhằm vinh danh các hoạt động tích cực của Mẹ cho Giáo hội Công giáo.

## Cuộc đời
Mẹ Angelica sinh tên thật là Rita Antoinette Rizzo, sinh ngày 20 tháng 4 năm 1923, tại Canton, Ohio, một cộng đồng những công nhân di dân người Mỹ gốc Phi và Ý. Bà là người con duy nhất của John và Helen Mae Rizzo (nhũ danh Gianfrancesco). Cha Angelica, là một thợ may, ông đã rời gia đình khi Angelica được năm tuổi và cha mẹ bà đã ly dị nhau vào hai năm sau vào năm 1929. Ngày 10 tháng 3 năm 1931 mẹ bà được cấp quyền giám hộ và cha bà buộc phải trả năm đô la một tuần để hỗ trợ mẹ bà nuôi con nhỏ. Mẹ và bà phải rất khó khăn để cùng vật lộn cuộc sống.